# Megascolia procer
Megascolia procer es una especie de avispas solitarias perteneciente a la familia de los escólidos es una de las avispas más grandes del mundo, con una envergadura de 11,6 cm.

## Distribución
Se encuentra en las islas indonesias de Sumatra y Java, existiendo subespecies en cada una de ellas.

## Ciclo vital
La larva se alimenta del escarabajo Atlas (Chalcosoma atlas). La avispa paraliza a una larva de escarabajo con su aguijón, luego pone un huevo sobre ella y la entierra en una celda subterránea. Cuando la larva de la avispa eclosiona, consume a su huésped que aún vive antes de pupar dentro de sus restos.

## Coloración estructural
Las alas de esta gran avispa tropical son de color estructural, haciéndolas iridiscentes. El ala está hecha de quitina, oscurecida con melanina, cubierta con una capa transparente de 286 nm de espesor que actúa como una película delgada de interferencia.